# Hierogrammateus
Hierogrammateus (altgriechisch ἱερογραμματεύς, deutsch auch Hierogrammat, Plural Hierogrammateis bzw. Hierogrammaten) war ein Priester und Schriftgelehrter im hellenistischen Ägypten. Die Bezeichnung erscheint sowohl im Dekret von Rosetta als auch im Dekret von Kanopus. In beiden Fällen erscheint der Titel zusammen mit einer anderen Bezeichnung für ein Priesteramt, nämlich Pterophoras (πτεροφόρας ‚Federträger‘). Im ägyptischen Text der Dekrete entspricht dem griechischen Hierogrammateus hieroglyphisch ein Ausdruck mit der Bedeutung „Gelehrter“ (rḫ-ḫt) bzw. „Angehöriger des Lebenshauses“ (tṯj(?) pr-ꜥnḫ) und demotisch „Schreiber des Lebenshauses“ (sẖ pr-ꜥnḫ), also ein Tempelpriester oder Tempelschreiber, und dem griechischen Pterophoras ein Ausdruck mit der Bedeutung „Schreiber des Gottesbuches“ (zšw mḏꜣt-nṯr).
Die Unterscheidung zwischen den ungefähr ranggleichen Ämtern bzw. Titeln ist nicht immer eindeutig. Zum Ornat eines Hierogrammateus gehörte ein Kopfschmuck aus roten Bändern und Federn eines Straußes oder den Flügeln eines Falken.
Die Aufgaben des Hierogrammateus waren vielfältig. Dazu gehörten das Auffinden und Prüfen heiliger Tiere, die Prüfung von Priesteramtskandidaten in Hinblick auf ihre kultische Reinheit und ihre Kenntnisse als Schreiber, die Teilnahme an Priestersynoden und das Abfassen von Dekreten sowie die Aufzeichnung der Einnahmen und Ausgaben der Tempel. Sie galten als hervorragende Vertreter ägyptischer Gelehrsamkeit, man sagte ihnen nach, Träume deuten und die Zukunft vorhersagen zu können.
Nur wenige Hierogrammaten sind namentlich bekannt. Zu ihnen zählen Manetho und Chairemon von Alexandria.